# Saints Clous

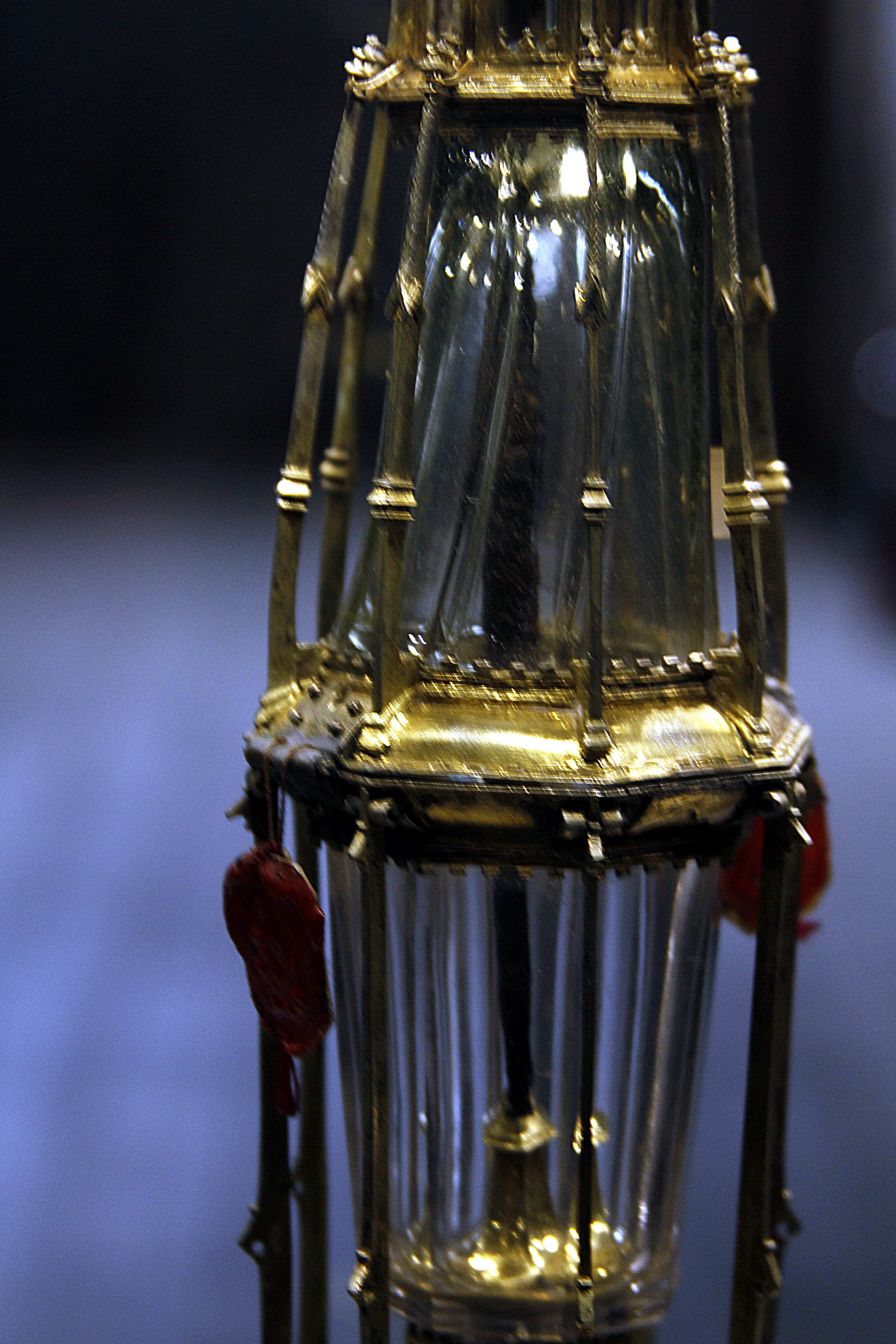
Un des Clous à l'hôpital Santa Maria della Scala, à Sienne.

Les Saints Clous, appelés aussi Clous de la Sainte Croix, sont des reliques chrétiennes consistant en clous utilisés pour la Crucifixion du Christ. Selon la Tradition chrétienne ils seraient au nombre de trois.

## Histoire
Selon la Tradition, Jésus-Christ aurait été attaché avec les Saints Clous à la Croix lors de la Crucifixion. Après la Descente de la croix, les clous auraient été enterrés avec elle. Selon la tradition légendaire, sainte Hélène, la mère de l'empereur Constantin, aurait fait fouiller l'emplacement du calvaire à Jérusalem et aurait découvert le 3 mai 326, par miracle, les reliques de la Passion du Christ. Lors de ces fouilles, de la lumière aurait jailli en présence d'Hélène et de l'évêque Quiriace et aurait révélé l'endroit exact des reliques. La découverte des Saints Clous a été relayée par des documents émis par les évêques Gélase de Césarée et Rufin d'Aquilée,[réf. à confirmer]
Hélène envoie les clous et une partie de la Croix à son fils Constantin le Grand. Celui-ci accorde une grande puissance aux reliques, y voyant une protection très sûre pour sa ville, et il se les approprie. Ainsi, au lieu d'être conservés dans une église ou un martyrium afin d'y être vénérés, les clous sont transformés en objets de l'empereur —en casque et en mors de cheval (devenu lui-même une relique conservée à Carpentras) destinés à le protéger dans les batailles. 

## Légende et tradition

### Utilisation

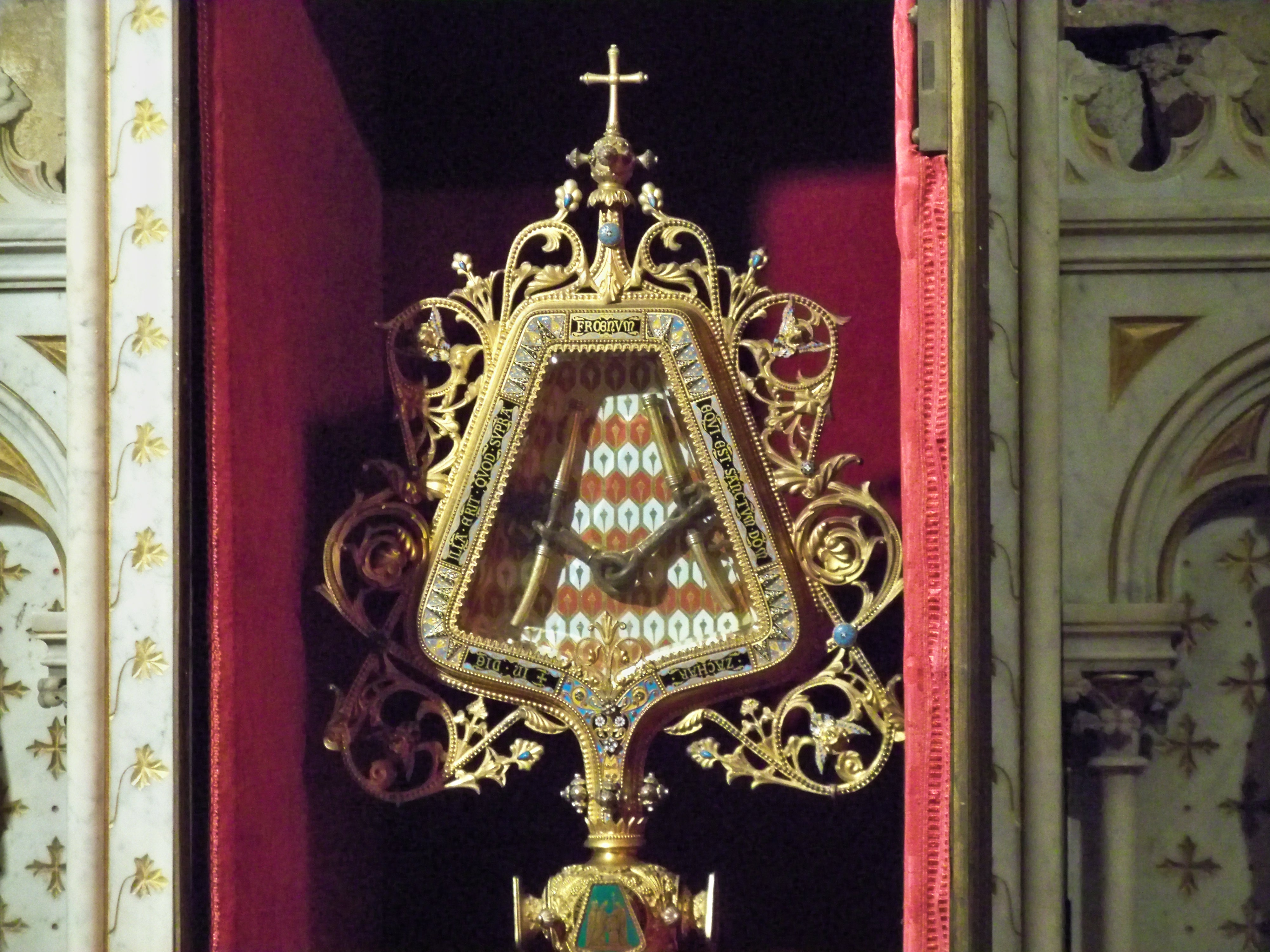
Le Saint Mors du cheval de Constantin dans son Polydoreire. Cathédrale Saint Siffrein à Carpentras.

Une multitude de sites à travers le monde revendiquent la propriété de reliques faites à partir de ces clous ; or vu leur grand nombre, une partie de ces clous pourrait provenir de la structure même de la croix — de la traverse, du repose-pied, ou même du Titulus cruris (« titre de la croix »), la planchette qui portait l'inscription INRI. On peut aussi supposer aussi qu'ils proviendraient de la passion d'autres martyrs, ou encore qu'ils auraient découpés en petites parties avant d'être incorporés dans des reliques et Polydoreires. Une partie des Saints Clous existants sont probablement des clous devenus eux-mêmes reliques après avoir été en contact avec des reliques des Saints Clous du Christ. Par exemple, l'évêque de Milan Charles Borromée a fait distribuer huit clous qui avaient été en contact avec une relique, à Milan. 
Selon la légende, le « Saint Mors » de Constantin aurait été forgé avec l'un des clous de la Passion (celui qui aurait percé la main droite du Christ, ou les deux clous des mains selon Grégoire de Tours). Mais la tradition chrétienne évoque le fait que l'impératrice Hélène aurait fait forger un mors pour le cheval de son fils avec l'un d'eux, et en aurait inséré un autre dans le diadème impérial. Une autre tradition veut que l’impératrice Hélène fit faire avec le premier clou le Saint Mors, avec le deuxième clou une visière de casque pour protéger le front de l’empereur et avec le troisième un bouclier pour protéger son cœur.

#### Quelques emplacement de Clous vénérés comme provenant de la crucifixion du Christ

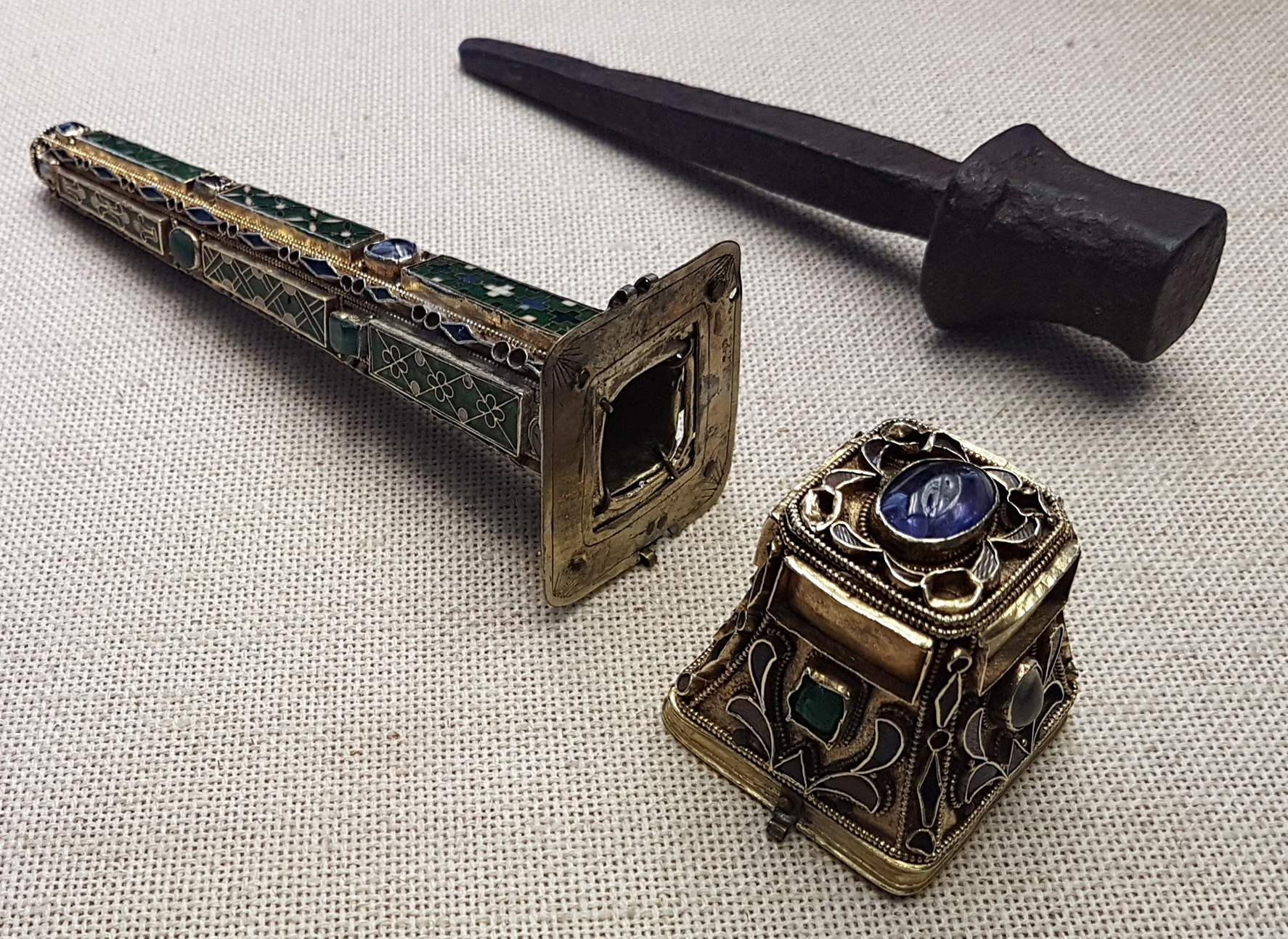
Saint Clou et son reliquaire provenant des ateliers d'Egbert de Trèves, Xe siècle, Cathédrale de Trêves.

- Saint Clou et son reliquaire provenant des ateliers d'Egbert de Trèves, Xe siècle, Cathédrale de Trêves.Basilique Sainte-Croix-de-Jérusalem, Rome.
- Sainte Lance des régales impériales allemandes, palais de Hofburg, Vienne.
- Couronne de fer de Lombardie, cathédrale de Monza.
- Trésor de la cathédrale de Trèves.
- Cathédrale Saint-Étienne de Toul.
- Cathédrale de Bamberg.
- Mors, abside de la cathédrale de Milan.
- Mors, trésor de la cathédrale de Carpentras.
- Église de San Nicolò l'Arena à Catane.
- Cathédrale de Colle di Val d'Elsa , près de Sienne.
- Cathédrale Notre-Dame de Paris[6].

### La légende du quatrième clou

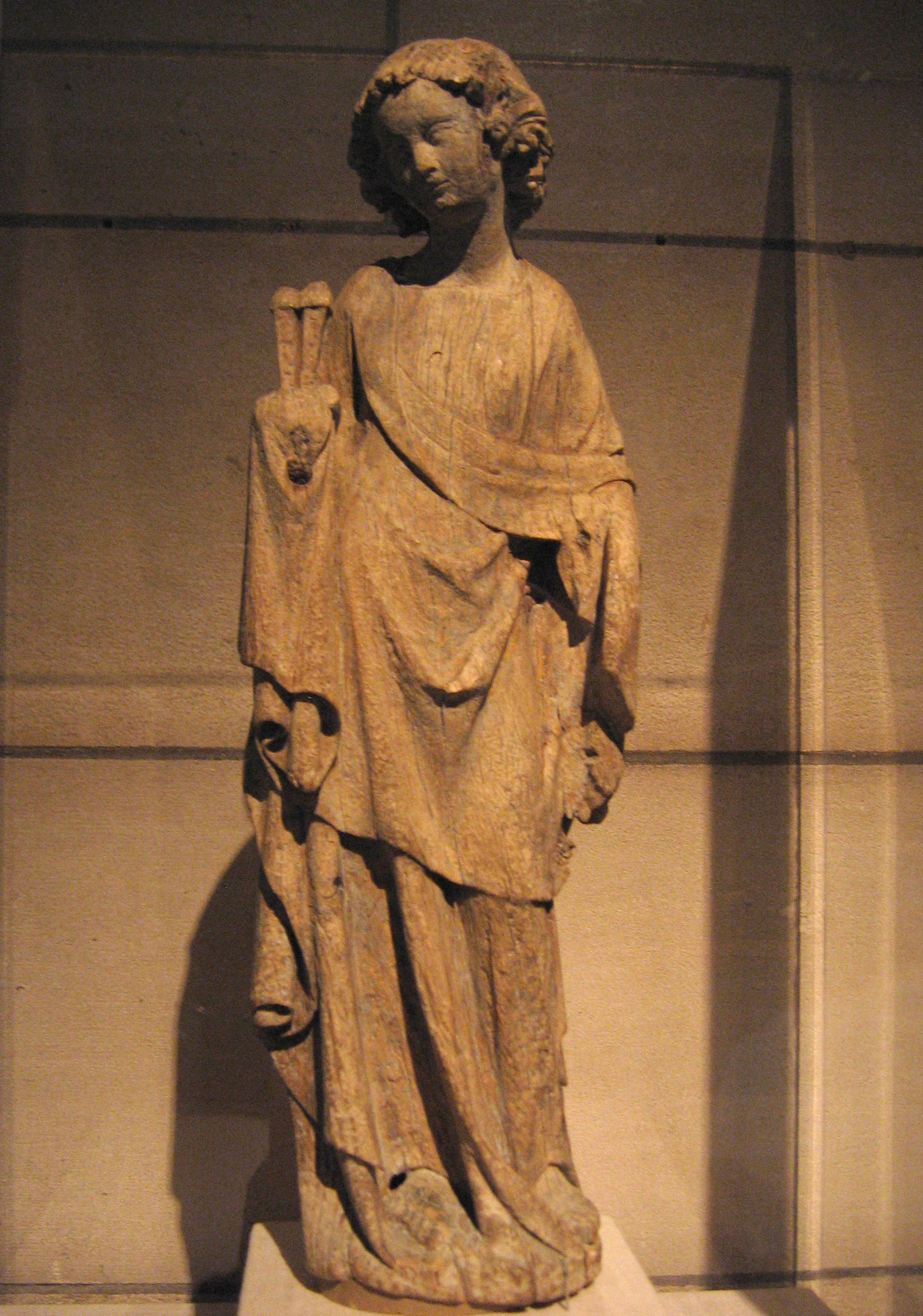
Ange tenant deux clous de la Passion. Chêne, fin du XIIIe siècle, France du Nord. Metropolitan Museum of Art, New York.

Selon la tradition orale tzigane, les soldats romains avaient assez d'argent pour acheter quatre clous. Mais ayant utilisé la moitié de la somme d'argent pour boire à la taverne, ils cherchèrent en vain un forgeron qui travaillerait pour la moitié du prix. Ils allèrent voir un forgeron juif, qui refusa de fabriquer les clous qui crucifieraient le Christ. Ils le tuèrent et allèrent en voir un autre qui refusa aussi. Ne trouvant personne, ils allèrent à la sortie de la ville voir un forgeron tzigane, qui avait déjà fabriqué trois clous qui séchaient. Ils lui demandèrent d'en faire un quatrième en lui cachant leur utilité, mais les esprits des premiers forgerons tués lui révélèrent la vérité. Refusant et prenant peur, il se sauva à toutes jambes, mais en abandonnant les trois clous qui servirent sur la croix.
Bien plus tard, le forgeron arrêta sa course, retrouva une forge et se remit à travailler, essayant d'oublier son aventure. Au premier coup de marteau, il vit apparaître un quatrième clou, brillant si fort qu'il illuminait le désert tout entier. Il considéra ce quatrième clou, comme un reproche. Le Tzigane s'enfuit encore, très loin mais en vain car le clou le poursuivait. Et il poursuivit de même ses enfants, et ses petits-enfants. Voilà pourquoi, selon la légende, les Tziganes se déplacent sans fin, à cause du quatrième clou.

## Précision historique
En 30, année de la mort de Jésus Christ, la pratique de la crucifixion était répandue depuis longtemps dans l'Empire romain. En règle générale, les citoyens romains n'étaient jamais condamnés à la crucifixion, sauf en cas de haute trahison; donc seuls les criminels de droit commun subissaient ce supplice. La recherche archéologique tend à montrer que  les condamnés n'était pas cloués à la croix, mais attachés avec des cordes — mais il était toutefois possible  ,. Des expériences récentes ont montré que le corps d'un homme adulte résistait difficilement aux clous, qui ne suffisent pas à maintenir son poids[réf. nécessaire]. Compte tenu de cela, on peut penser que le Christ a d'abord été lié à la croix par les bras avec des cordes, puis ses mains ou les poignets ont été cloués.